# Sumuru
Sumuru (auch Simyra, Sumuri, Samuri, Sumur; ägyptisch Smr, akkadisch Su-mu-ru; möglicherweise identisch mit dem eisenzeitlichen Simirra – assyrisch Si-mi-ra,  – und dem biblischen Zemar) war eine amurritische Küstenstadt in Syrien, nahe dem Libanon, die zu den größeren Handelszentren der damaligen Region zählte. Sumuru, da politisch zu Ägypten gehörend, wurde von einem ägyptischen Rabisu (General) verwaltet. 
In den Amarna-Briefen Mitte des 14. Jahrhunderts v. Chr. wird der Ort öfter im Zusammenhang mit kriegerischen Auseinandersetzungen erwähnt. Während der Abwesenheit des ägyptischen Beamten Pahhanate wurde Sumuru durch Abdi-Aširta von Amurru erobert, möglicherweise diente es sogar als seine Residenz. Nach seinem Tode gelangte es wieder unter ägyptische Kontrolle. Die ägyptische Präsenz währte jedoch nur kurz, da Abdi-Aschirtas Sohn Aziru die Politik seines Vaters in vielen Dingen fortsetzte und die Stadt wieder seinem Herrschaftsbereich einverleibte.
Die Ausgräber des Tell Kazels sind davon überzeugt, dass die dort entdeckte urbane Siedlung aus der Spätbronzezeit II und der ersten Phase der frühen Eisenzeit mit Sumur identisch ist. Auch von anderen altorientalisten Wissenschaftlern wird Sumur gewöhnlich mit Tell Kazel gleichgesetzt.